# احمد فراستی
احمد فراستی با نام مستعار «حسین‌زاده»، فرماندهٔ عملیات ادارهٔ کُل سوم ساواک بود. اداره کل سوم، مهم‌ترین بخش سازمان اطلاعات و امنیت کشور بود و همهٔ گروه‌ها و سازمان‌های مخالف حکومت پهلوی در داخل کشور را زیر ضرب داشت.

## عملیات‌های برجسته
- حمله به خانه‌های تیمی سازمان مجاهدین خلق ایران و دستگیری بنیان‌گزاران و بیشتر کادرهای آن در شهریور ۱۳۵۰ خ.
- حمله به پایگاه‌های چریک‌های فدایی خلق در ۲۶ اردیبهشت و ۲۸ اردیبهشت ۱۳۵۵ خ.[۳]